# Grand Hotel Minerva

La vecchia hall

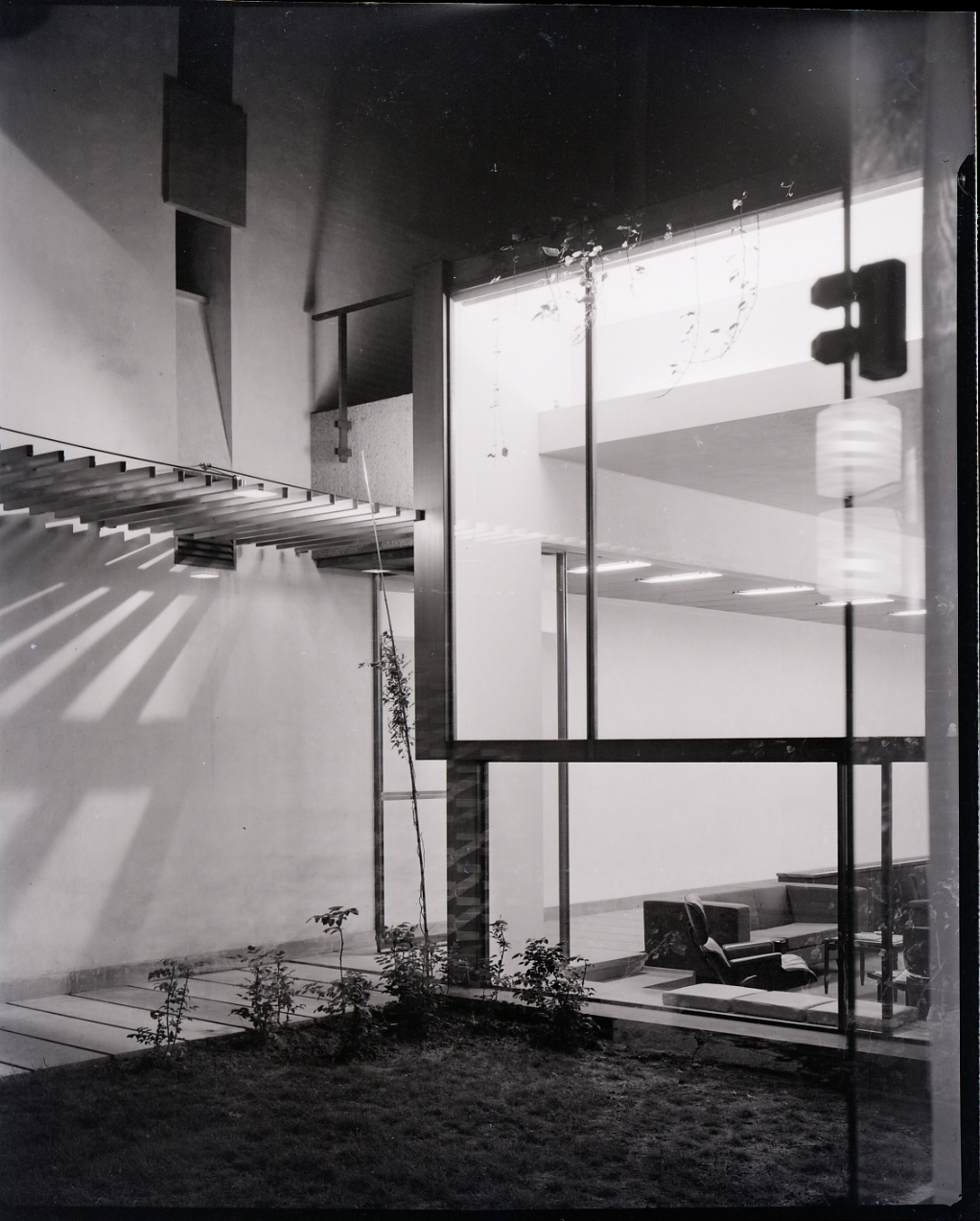
L'interno visto dal giardino in una foto del 1975 di Paolo Monti (Fondo Paolo Monti, BEIC)

Il Grand Hotel Minerva si trova a Firenze in piazza Santa Maria Novella 16.

## Storia

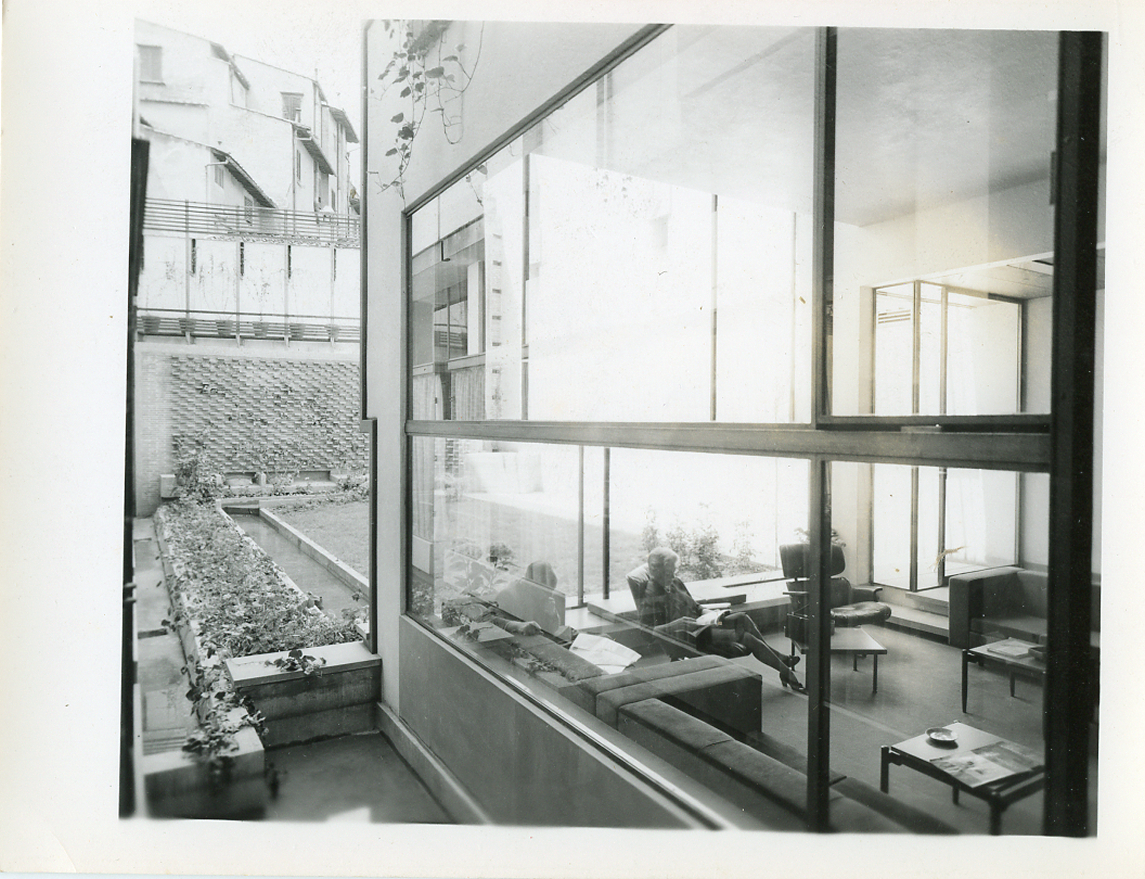
L'interno e il giardino in una foto del 1975 di Paolo Monti

Nella metà degli anni Cinquanta la famiglia Thoenes decise di trasformare l'albergo - nato nel Settecento con tale funzione accorpando vari lotti contigui d'abitazione - che nell'assetto e nella distribuzione definitasi agli esordi degli anni Venti risultava ormai del tutto inadeguato alle moderne esigenze.
Venne scelto l'architetto Edoardo Detti, coadiuvato da Carlo Scarpa, che si trovarono dunque ad operare in un tessuto fortemente connotato, vincolato da preesistenze (la facciata prospiciente la piazza e la struttura muraria dell'intero corpo nord) ed allo stesso tempo fortemente degradato da superfetazioni successive. Il progetto, la cui redazione iniziò probabilmente nel 1958, prevedeva la demolizione dei volumi sul retro e la ricostruzione di un nuovo corpo, ortogonale al fronte e parallelo al lato ovest del portico quadrato di Santa Maria Novella: con la nuova sistemazione l'albergo arrivò a offrire 120 camere (un terzo in più delle precedenti) mentre il volume ricostruito era inferiore rispetto al demolito. I lavori iniziarono nel 1959 e si protrassero per 24 mesi: le demolizioni vennero effettuate manualmente e non con mezzi meccanici, strato per strato, in modo da individuare le sovrapposizioni storiche. L'accurato rilievo dell'ossatura portante permise a Detti e Scarpa di concepire un progetto che, partendo dalle preesistenze, arriva a farle divenire elemento germinatore dei nuovi spazi ed assi di progetto, collegando il nuovo corpo al vecchio in un interessante e calcolato gioco di dislivelli e asimmetrie. L'albergo venne finalmente inaugurato nel 1961.

## Architettura

La sala colazioni

L'edificio è situato in un lotto di notevole valore ambientale, adiacente al complesso monumentale di Santa Maria Novella, ed è inserito nel tessuto continuo degli edifici stratificatisi nei secoli a formare la naturale quinta della facciata albertiana. Il fronte nord affaccia sulla piazza mentre il fronte sud prospetta su un articolato sistema di corti e chiostrine interne, risultanti dalla progressiva saturazione degli originari orti del convento.
Il corpo progettato ex novo, inserendosi ortogonalmente al fronte nord ed in adiacenza ad uno dei chiostri di Santa Maria Novella, si pone in un rapporto di continuità con questi; Detti privilegia l'asse visuale ovest - est che, traguardando il sistema ininterrotto dei chiostri e dei cortili separati da corpi di fabbrica, termina nel riferimento visivo dominante del campanile e della facciata della chiesa ed al contempo ripropone nella corte - giardino la medesima atmosfera di introversione e pacata intimità dei chiostri adiacenti. L'edificio si compone di due differenti nuclei: per il primo, tangente la piazza, l'intervento di Detti è consistito in un recupero dell'esistente, con una rifunzionalizzazione e ridistribuzione degli spazi; nel secondo, ad esso ortogonale, si è invece proceduto ad una nuova progettazione, configurandosi finalmente il tutto come un intervento unitario, anche se estremamente articolato.

L'albergo si articola su 4 e 5 piani più uno seminterrato ed è caratterizzato dall'organizzazione degli ambienti secondo due diversi assi visivi: uno longitudinale, vero e proprio cannocchiale prospettico che, dalla hall d'ingresso del piano terra, attraverso un gioco di rarefatte trasparenze, passa per il volume della saletta proiettata sul chiostro giardino - puro involucro luminoso il cui affaccio è costituito da una parete vetrata di calibrata geometria, evidente omaggio nell'impaginazione al De Stijl - e trova la sua conclusione nella quinta della cortina a mattoni della sala della colazioni, raffinata tessitura dai lievi aggetti e contrasti luminosi; tale asse è rafforzato all'ingresso dall'enfatizzazione del pilastro-parete che separa la hall dalla reception. 

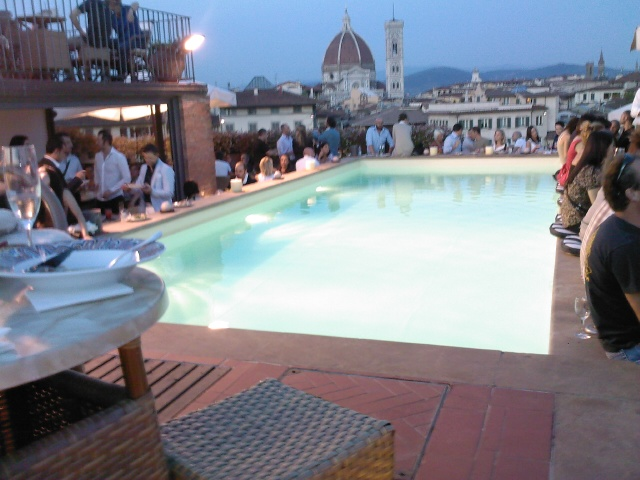
La terrazza panoramica

Parallelo ad esso ed adiacente al muro del chiostro di Santa Maria Novella, il percorso in lastre di pietra serena delimita ad ovest il giardino interno e conduce anch'esso alla parete in laterizio. Normale a questi due, e parallelo al fronte sulla piazza, corre l'asse prospettico trasversale, che congiunge il vano scale, a ovest, con la teoria delle salette per concludersi nel bancone dell'office.
Il corpo longitudinale di nuova progettazione, che presenta una pianta ad L, affaccia sul giardino interno in maniera differenziata: al piano terra, sul lato ovest, tramite la teoria dei bow window - a sbalzo sulla sottostante vasca d'acqua - che illumina la raffinata sala da pranzo nella quale l'asse longitudinale è contrappuntato dalla corrispondenza dei pilastri sui due lati (in intonaco e pietra per la superficie finestrata, rivestiti in legno per quella interna) e dalla maglia geometrica del pavimento; sul lato nord tramite la facciata ad un solo piano della sala colazioni, dove si aprono due finestre a losanga. Ai piani superiori, nei quali sono collocate le camere, la facciata si configura come una superficie continua scandita dai cinque tagli verticali dei nastri delle finestre, binate, e conclusa dalla fascia d'ombra orizzontale risultante dall'arretramento dell'ultimo piano.
Sul lato opposto si colloca, inserito nell'ala est del chiostro di Santa Maria Novella, il fronte essenziale delle sale riunioni, cieco al piano terra (corrispondente al portico conventuale) e caratterizzato al primo piano da quattro finestre-feritoie lanceolate, la cui strombatura disegna suggestivi giochi di luce: all'interno un unico spazio, tutto sviluppato in profondità e connotato semplicemente dal pacato ritmo delle aperture e dal movimento del soffitto ligneo ad ala di gabbiano.
Nel piano attico la piscina, progettata in relazione con l'asse visuale della facciata di Santa Maria del Fiore.

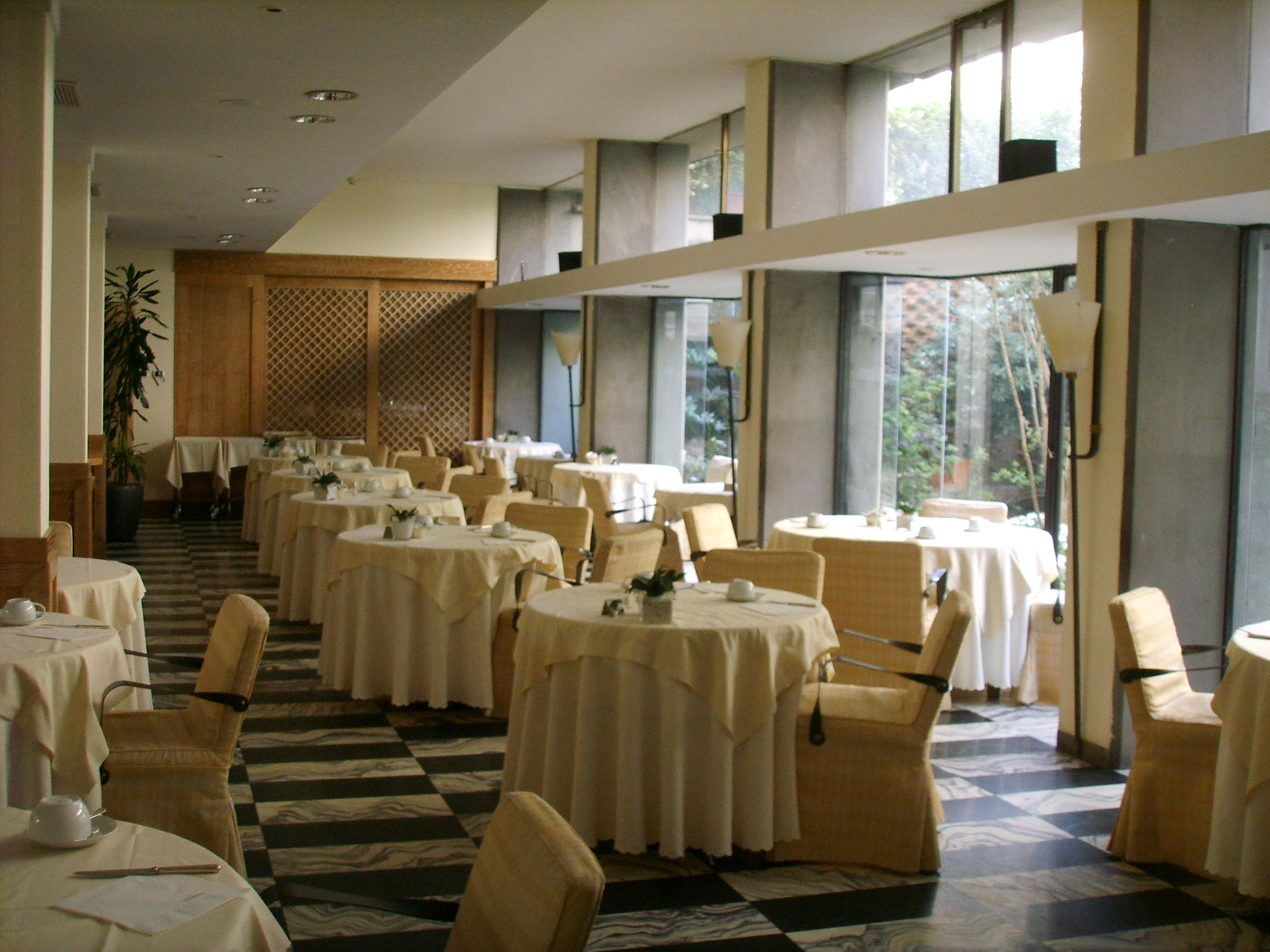
La sala colazioni oggi

Gli spazi ideati da Scarpa e Detti non esistono più, giacché sono state apportate sostanziali modifiche sia alla distribuzione sia alle finiture ed agli arredi. Per quanto sia facilmente comprensibile che una struttura turistica necessiti di interventi di manutenzione e riorganizzazione di servizi, meno accettabile risulta che, alla luce di un discutibile concetto di variato gusto e stile, si decida di alterare irrimediabilmente una realizzazione che costituisce un esempio tra i più convincenti dell'architettura del dopoguerra a Firenze. Il cannocchiale prospettico della hall è irrimediabilmente alterato a seguito della demolizione del grande pilastro centrale; i pavimenti in marmo ai vari piani sono stati ricoperti con tessuto vegetale, ad eccezione della sala pranzo, che risulta comunque alterata nella sua organicità a seguito dell'eliminazione di alcuni pilastri in legno e della completa sostituzione della mobilia; conservati invece i pavimenti in legno di teck ai vari piani. Eliminati gli splendidi intonaci a stucco spatolati (e pensare che l'alternanza cromatica della superfici murarie era stata definita da Detti e Scarpa non solo su parametri estetici ma soprattutto alla luce di raffinati accorgimenti prospettici) ed il gioco articolato dei soffitti lignei. Sostituiti tutti gli arredi e gli apparecchi illuminanti; unico spazio invariato la sala delle colazioni al primo piano, nella quale è conservata la mobilia originale.

Foto di Paolo Monti, 1975
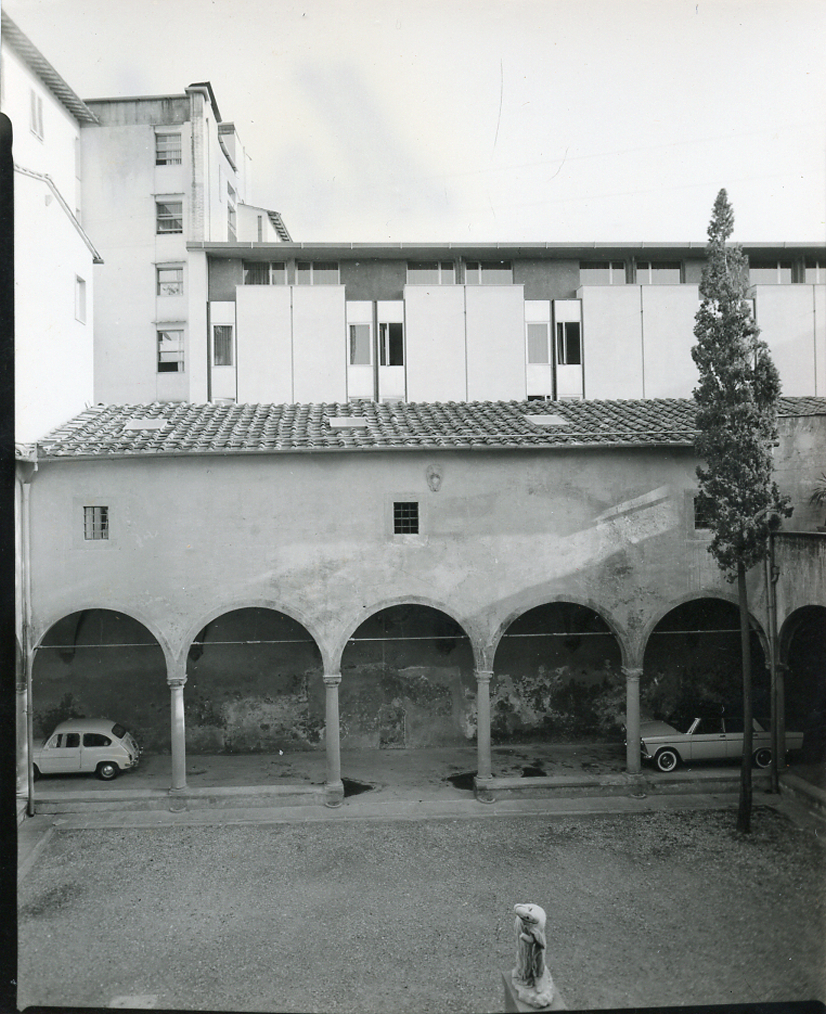
L'edificio visto dal chiostro dell'Infermeria in Santa Maria Novella
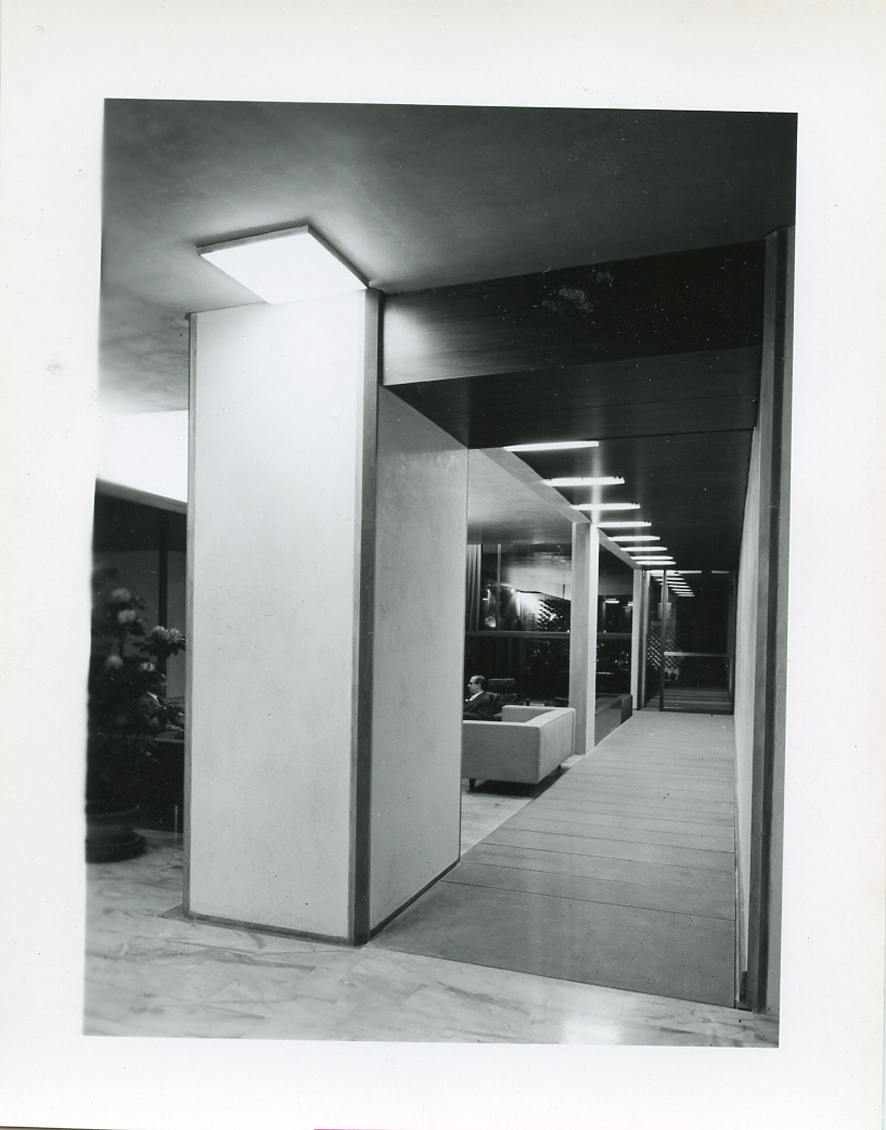
Interni
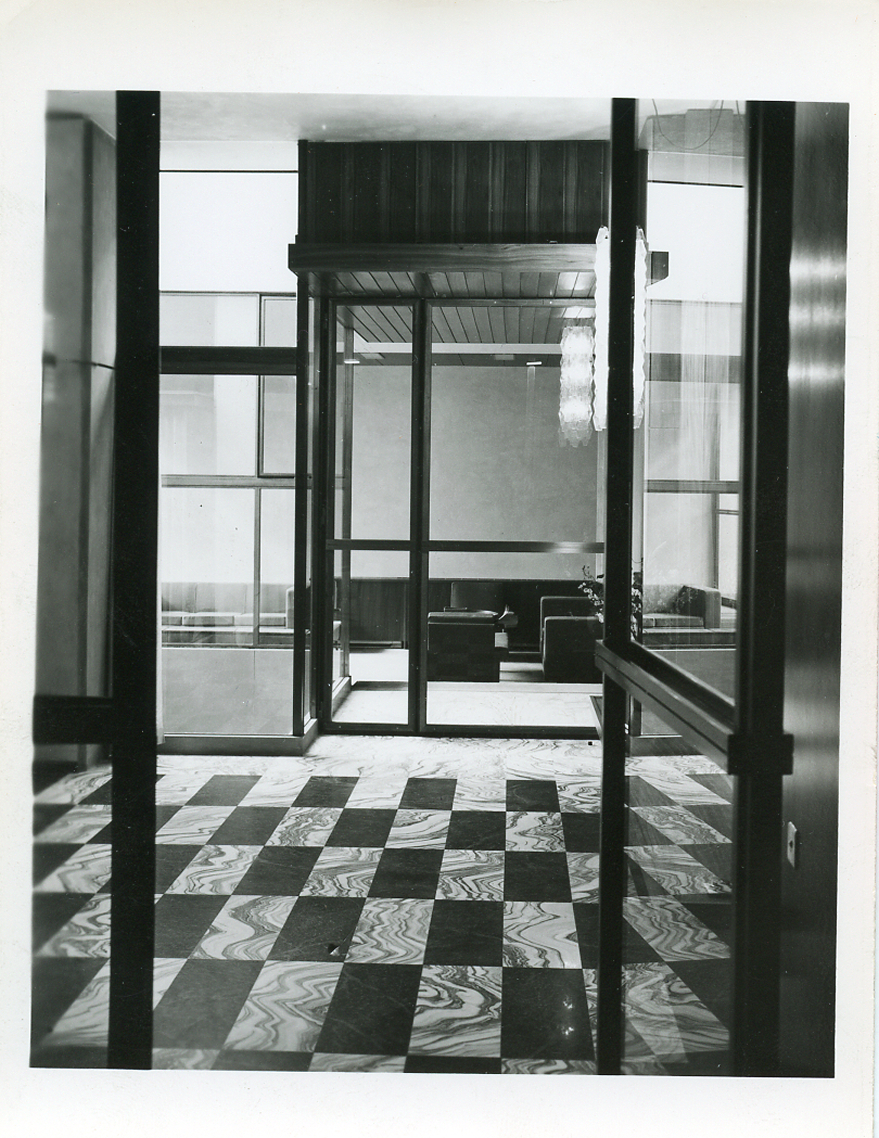
Sala colazioni
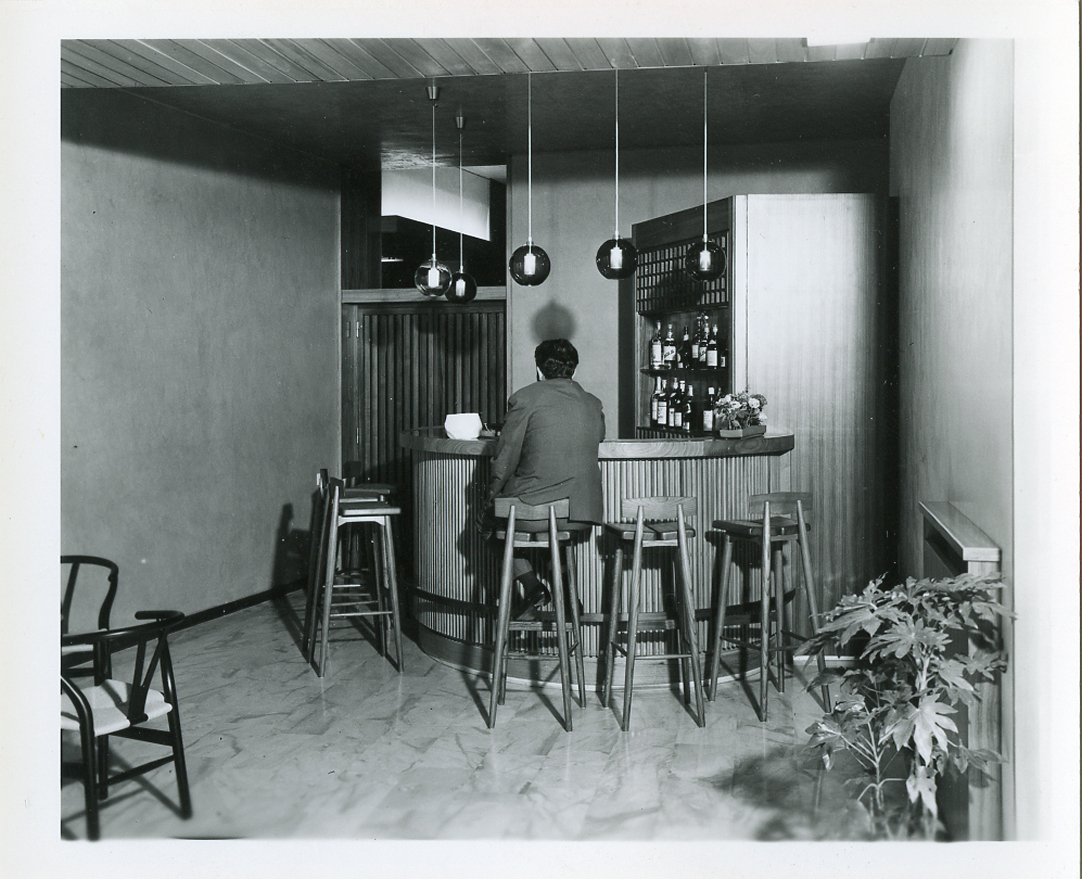
Angolo bar

## Fortuna critica
Benché i giudizi critici sull'edificio non siano certo numerosi, tutti concordano nel valutare l'intervento come uno dei più felici nella Firenze dell'epoca per capacità di relazione con le preesistenze e modernità e funzionalità delle soluzioni. La stampa internazionale, nel momento stesso della sua inaugurazione, loda i "superbi interni moderni" e l'articolazione degli spazi attorno alla recuperata corte. Luporini e Koenig (1964, 1968) sottolineano la riservatezza e la misura dell'intervento operato. Non chiarito risulta invece, né in sede critica né documentaria, il limite tra il contributo dettiano e scarpiano tanto che si fa riferimento ad una generica influenza dell'architetto veneziano senza mai arrivare a definirne lo specifico contributo.